# Emilio Nsue
Emilio Nsue López (Palma de Mallorca, 1989. szeptember 30. –) egyenlítői-guineai válogatott labdarúgó, az Intercity játékosa.

## Sikerei, díjai
Spanyolország U19
- U19-es labdarúgó-Európa-bajnokság (1): 2007

Spanyolország U20
- Mediterrán játékok (1): 2009

Spanyolország U21
- U21-es labdarúgó-Európa-bajnokság (1): 2011